# Wolfgang Becker
Wolfgang Becker (ur. 22 czerwca 1954 w Hemer, zm. 12 grudnia 2024 w Berlinie) – niemiecki reżyser i scenarzysta filmowy. Najbardziej znany na arenie międzynarodowej ze swojego filmu Good bye, Lenin! (2003).

## Życiorys
Urodził się w 1954 w miasteczku Hemer, położonym w Nadrenii Północnej-Westfalii na zachodzie Niemiec. Studiował germanistykę, historię i amerykanistykę na Wolnym Uniwersytecie w Berlinie. W 1980 rozpoczął studia w berlińskiej Niemieckiej Akademii Filmowej i Telewizyjnej (DFFB). Już w 1983 zaczął pracować jako asystent operatora i operator na planie filmów fabularnych i krótkometrażowych.
Jego debiut fabularny Motyle (1988) był też filmem dyplomowym. Becker zdobył za niego Złotego Lamparta na MFF w Locarno oraz studenckiego Oscara. Kolejna fabuła reżysera, Dziecięce zabawy (1992), przyniosła mu nagrody na MFF w Locarno i Monachium.
W 1994 razem ze swoimi przyjaciółmi - znanym reżyserem Tomem Tykwerem oraz producentami Stefanem Arndtem i Danim Levim - założył wytwórnię filmową X Filme Creative Pool. W wyniku tej współpracy powstał następny film Beckera, Życie to plac budowy (1997), którego Tykwer był współscenarzystą. Film nagrodzono m.in. na 47. MFF w Berlinie i na MFF w Valladolid.
Becker odniósł jak dotąd największy sukces wielokrotnie nagradzaną komedią Good bye, Lenin! (2003). Obraz ten zdobył m.in. Europejską Nagrodę Filmową dla najlepszego filmu roku, nominację do Złotego Globu dla najlepszego filmu nieanglojęzycznego, Cezara i Goyę dla najlepszego filmu europejskiego, a także wyróżnienia na 53. MFF w Berlinie i na MFF w Locarno. Film rozpoczął modę w niemieckim kinie na poruszanie tematów z XX-wiecznej historii kraju. Był też punktem zwrotnym w karierze głównego aktora Daniela Brühla oraz przywrócił do łask nieco zapomnianą NRD-owską aktorkę Katrin Saß.
Brühl zagrał również główną rolę w najnowszym filmie reżysera, Kaminski i ja (2015), adaptacji bestsellerowej powieści Daniela Kehlmanna. Aktor wcielił się tu w rolę ambitnego dziennikarza, który pragnie odnieść sukces dzięki publikacji biografii sławnego malarza. Relacja, która połączy go z żyjącym w odosobnieniu legendarnym artystą, granym przez Jespera Christensena, okaże się wyjątkowa.
Becker zasiadał w jury konkursu głównego na 61. MFF w Wenecji (2004).

## Filmografia

### Reżyser i scenarzysta
- 1988: Motyle (Schmetterlinge)
- 1992: Dziecięce zabawy (Kinderspiele)
- 1997: Życie to plac budowy (Das Leben ist eine Baustelle.)
- 2003: Good bye, Lenin!
- 2009: Deutschland 09 - 13 kurze Filme zur Lage der Nation - epizod Krankes Haus
- 2015: Kaminski i ja (Ich und Kaminski)[9][10]